# Elistvere (jezioro)
Elistvere järv (est. Elistvere järv) – jezioro w gminie Tabivere w prowincji Jõgevamaa w Estonii. Położone jest na południe od miejscowości Elistvere. Ma powierzchnię 129 hektarów, linię brzegową o długości 9789 m, długość 3920 m i szerokość 960 m. Sąsiaduje z jeziorem Soitsjärv, które położone jest około półtora kilometra na południe. Przez jezioro przepływa rzeka Amme.